# John Buscema
Giovanni Natale Buscema (Nova York, Estados Unidos, 11 de dezembro de 1927 — Nova York, Estados Unidos, 10 de janeiro de 2002), mas conhecido pelo nome artístico John Buscema, foi um desenhista, quadrinista americano de ascendência italiana, e um dos principais desenhistas da Marvel Comics durante o período de crescimento da editora, durante as décadas de 1960 e 1970. Seu irmão mais novo Sal Buscema, foi também um desenhista de quadrinhos.
John Buscema é melhor conhecido pelo seu trabalho nas revistas dos Vingadores, Surfista Prateado e por mais de 200 aventuras de Espada & Feitiçaria que ilustrou  do herói Conan, o bárbaro. Outros trabalhos notáveis foram Quarteto Fantástico e Thor.
Ele entrou para o Hall da Fama dos Quadrinhos Will Eisner em 2002.

## Biografia

### Primeiros anos e carreira
Nascido em Brooklyn, Nova Iorque, John Buscema demonstrou interesse em desenhos desde criança, copiando as tiras de Popeye.. Quando adolescente, ele gostou das revistas de super-heróis e tiras clássicas como as de Tarzan e Príncipe Valente de Hal Foster, Flash Gordon de Alex Raymond e Terry e os piratas de Milton Caniff.  
Ele também se interessou pelos desenhos de propaganda do período, como os produzidos por N.C. Wyeth, Norman Rockwell, Dean Cornwell, Coby Whitmore, Albert Dorne e Robert Fawcett. Outras influências foram as pinturas dos artistas italianos da Renascença.
Buscema se formou na Escola Secundária de Música e Arte de Manhattan. Ele recebeu aulas noturnas no Instituto Pratt e frequentou classes de modelos vivos no Museu do Brooklyn. Enquanto treinava boxe, ele fez pinturas de lutadores e vendeu alguns desenhos para o jornal The Hobo News. Procurando trabalho como desenhista de propaganda, Buscema acabou indo até a Timely Comics (atual Marvel Comics) em 1948 e conheceu o editor-chefe  e diretor de arte Stan Lee. Pertenciam a equipe criativa da Timely artistas veteranos como Syd Shores, Carl Burgos, Mike Sekowsky, George Klein e Marty Nodell e o profissional temporário Gene Colan.

Conan desenhado por John Buscema. Buscema foi dos principais ilustradores do cimério.

Seus primeiros créditos foram numa história de sete páginas chamada "Crime: Kidnapping! - Victim: Abraham Lincoln!" na revista da Timely Crime Fighters #4 (novembro de 1948). Contribuiu também para as séries dramáticas da "vida real" das revistas True Adventures e Man Comics, além de Cowboy Romances, Two-Gun Western (desenhou uma história de Apache Kid), Lorna the Jungle Queen e Strange Tales. A equipe foi dissolvida um ano e meio depois com o declínio dos quadrinhos em geral e particularmente o gênero super-heróis. Buscema continuaria nos gêneros policiais e romances.

### Década de 1950
Buscema serviu o exército em 1951 até receber baixa honrosa devido a uma úlcera. Ele continuou trabalhando como temporário na Timely que agora era chamada de Atlas Comics e também em outras editoras: Ace Comics, Hillman Periodicals, Our Publications/Orbit, Quality Comics, St. John Publications e Ziff-Davis.
Em meados dos anos de 1950, Buscema trabalhou também para a Dell Comics, desenhando a revista Roy Rogers Comics #74-91 (fevereiro de 1954 - julho de 1955) e a subsequente Roy Rogers and Trigger #92-97 & #104-108 (agosto de 1955 - janeiro de 1956 & agosto-dezembro de 1956); e as séries da Charlton Comics Ramar of the Jungle e Nature Boy — o último, o primeiro trabalho com super-heróis de Buscema, que criou o personagem junto com Jerry Siegel, co-criador do Superman.
Buscema desenhou séries de faroeste, guerra e adaptações de filmes de aventura para a revista Four Color da Dell, incluindo The Sharkfighters (#762, janeiro de 1957), The Vikings (#910, junho de 1958), The 7th Voyage of Sinbad (#944, setembro de 1958, considerado por Buscema como seu melhor trabalho)  e Spartacus (#1139, novembro de 1960).
Outros desenhos foram para a revista Cisco Kid da Dell em 1957. Produziu também oito páginas de biografia do presidente americano Dwight Eisenhower na revista Life Stories of American Presidents.
No final dos anos de 1950, Buscema desenharia ocasionalmente histórias de mistério, fantasia e ficção científica das revistas da Atlas Comics Tales to Astonish, Tales of Suspense e Strange Worlds, e da American Comics Group as revistas Adventures into the Unknown e Forbidden Worlds antes de deixar os quadrinhos e se tornar um artista de propaganda freelance.

### Década de 1960
Buscema passou oito anos se dedicando ao ramo publicitário, ligado a Agência Chaite e ao estúdio Triad, produzindo uma variedade de tarefas: leiautes, storyboards, ilustrações, capas de livros, etc. para diversas mídias.
Ele voltaria aos quadrinhos em 1966 como um artista freelance regular da Marvel Comics, assumindo os leiautes de Jack Kirby paa a revista "Nick Fury, Agent of S.H.I.E.L.D." na história publicada na revista Strange Tales #150 (novembro de 1966), seguida de três aventuras do "Hulk" para a revista Tales to Astonish #85-87 (novembro de 1966 - janeiro de 1967). Tornou-se o desenhista regular da revista The Avengers (Os Vingadores), começando no número 41 (junho de 1967). Em Avengers #49-50, apareceu Hércules, citada por Roy Thomas como as "revistas melhor desenhadas do período".
Procurando se adaptar ao estilo dos super-heróis da Marvel Comics, Buscema se aproximou da arte de Jack Kirby.
Nessa época Buscema cuidava em média de duas revistas por mês, recebendo a colaboração dos arte-finalistas George Klein, Frank Giacoia, Dan Adkins, Joe Sinnott, o irmão  Sal Buscema, Tom Palmer e ocasionalmente o gerente de produção John Verpoorten.
Em Vingadores, (revistas de junho de 1967 - março de 1969), Buscema introduziu o Visão (revista #57 de outubro de 1968 e The Avengers Annual #2, setembro de 1968); as primeiras oito revistas de Namor, The Sub-Mariner (maio-dezembro de  1968); The Amazing Spider-Man #72-73, 76-81, 84-85 (junho de 1969 - junho de 1970), arte-finalizado por John Romita ou Jim Mooney (ele arte-finalizou duas revistas desenhadas por Romita) e o novo título The Silver Surfer, o Surfista Prateado. Os roteiros filosóficos do super-herói alienígena cósmico que tentava entender o mundo, se tornou a série favorita do editor-chefe Stan Lee, que a escreveu .  Buscema desenhou 17 das 18 revistas da série — as primeiras sete edições tinham um tamanho maior. Roy Thomas afirmou que Buscema considerava a aventura em Silver Surfer #4 (julho de 1969), que trazia uma batalha entre o Surfista Prateado e Thor, como o seu "ponto alto para a Marvel".
No final da década, Buscema voltaria para outros gêneros, desenhando esporadicamente para as revistas de terror Chamber of Darkness e Tower of Shadows, e de romance (My Love e Our Love). Voltaria ainda para a revista dos Vingadores em mais 11 edições, arte-finalizado por Tom Palmer.

### Década de 1970
Com a saída de Jack Kirby da Marvel em 1970, Buscema o substituiu em : Quarteto Fantástico (#107-141) e The Mighty Thor (#182-259). Foi regularmente arte-finalizado por Joe Sinnott e ocasionalmente por vários artistas: Sinnott, Verpoorten, Vince Colletta, Tony DeZuniga e outros.

Excerto de Savage Sword of Conan (1974), ilustrado por Buscema.

Buscema começou na revista Conan the Barbarian no número 25 (abril de 1973), substituindo o festejado Barry Smith. Na revista Savage Sword of Conan, ele foi o artista já a partir do #1 (agosto de 1974). Com o seu trabalho nessas duas revistas, que alcançariam quase 200 aventuras, Buscema se tornaria um dos mais produtivos artistas a trabalhar com um único personagem.
Além de Conan, ele desenharia o relançamento da "Viúva Negra" em Amazing Adventures (1970), os quadrinhos de Nova (1976) e Miss Marvel (1977). Desenharia capas de Captain America, Captain Britain (Marvel do Reino Unido), Demolidor, The Frankenstein Monster, Howard the Duck, Mestre do Kung Fu, Red Sonja e Warlock. Desenhou uma história de ficção científica da revista Worlds Unknown.
Buscema contribuiu com as revistas em preto e branco da Marvel: "Ka-Zar" em Savage Tales #1 (maio de 1971) e "Bloodstone" em Rampaging Hulk #1 (janeiro de 1977) e  Doc Savage #1 & 3 (agosto de 1975, janeiro de 1976). Apareceu em revistas de terror (Dracula Lives!, Monsters Unleashed, Tales of the Zombie) e humor (Crazy, Pizzaz).
Buscema deixou Thor para lançar a versão da Marvel para Tarzan em 1977. Outros trabalhos com personagens licenciados foram a adaptação do filme O Maravilhoso Mágico de Oz com a arte-finalização de DeZuniga. Para a Power Records, que produzia livros infantis, Buscema desenhou Star Trek e Conan the Barbarian.. Desenhou alguns capítulos das primeiras revistas da Marvel Comics Super Special Magazine com o grupo de rock Kiss (1977).
Em meados da década de 1970, Buscema organizou a John Buscema Art School. Stan Lee fez palestras na escola e futuros artistas como Bob Hall e Bruce Patterson estudaram ali.
Buscema colaborou com Lee no livro How to Draw Comics the Marvel Way (Simon & Schuster, 1978). No mesmo ano foi publicado The Art of John Buscema (S. Quartuccio, 1978), uma retrospectiva que inclui entrevistas, esboços e desenhos não publicados e capas que também foram vendidas como pôsteres.
Buscema terminou a década desenhado uma história de Doug Moench nas revista A Marvel Super Special #11-13 (junho-outubro de 1979).

### Década de 1980
Buscema abandonou o trabalho regular com os super-heróis e se concetrou nos títulos de Conan. A popularidade do personagem levou a realização do filme Conan the Barbarian em 1982; Buscema fez desenhos e pinturas para o filme.
Desenhou o segundo encontro do Superman e Homem-Aranha Superman and Spider-Man (1981), uma história do Surfista Prateado para a Epic Illustrated #1 (1980), uma história do Rei Artur em (Marvel Preview #22, 1980) e a adaptação do filme de 1981 Raiders of the Lost Ark e a biografia de São Francisco de Assis de Francis, Brother of the Universe (1980).
Ele deixou a revista King Conan em 1982 após nove edições e trabalhou no relançamento de Kull, numa série de dez edições. Deixou The Savage Sword of Conan em 1984 no número 101. Após realizar a adaptação do filme Conan the Destroyer (1984) e a graphic novel Conan of the Isles de 1987, deixou Conan the Barbarian na edição 190 em 1987, terminando sua associação de quatorze anos com o personagem.
Após cinco anos sem contato com os super-heróis (exceto duas revistas do X-Men, e minissérie de quatro edições chamada Magik (dezembro de 1983 - março de 1984)), Buscema voltaria para The Avengers (#255-300, maio de 1985 - fevereiro de 1989). Ele também voltaria para Quarteto Fantástico, em quinze números (#296-309) (novembro de 1986 - dezembro de 1987). Fez a adaptação do filme Labyrinth (três partes, novembro de 1986 - janeiro de 1987) e a minissérie em quatro edições de Mefisto (abril-julho de 1987), vilão criado por ele e Stan Lee na revista The Silver Surfer.
Buscema e Lee fariam um novo trabalho do Surfista Prateado em 1988, a graphic novel Silver Surfer: Judgment Day. Ele e o arte-finalista Klaus Janson desenharam as primeiras aventuras solo de Wolverine na revista Marvel Comics Presents #1-10 (setembro de 1988 - janeiro de 1989) e arte-finalizou ele mesmo os números 38-47 (dezembro de 1989 - abril de 1990). Ele desenhou as primeiras aventuras da revista de Wolverine, arte-finalizadas por Al Williamson (números 1-6, novembro de 1988 - abril de 1989), por ele mesmo nos números 7-8 (maio-junho de 1989) e por Bill Sienkiewicz nos números #10-14 (agosto-novembro de 1989).

### Final da carreira
Buscema se juntou a Roy Thomas uma vez mais na revista The Savage Sword of Conan, na edição 191 (novembro de 1991) e continuou por mais de 20 números. Conan the Rogue foi uma graphic novel planejada, desenhada, pintada e colorida por Buscema . Desenhou e arte-finalizou também a graphic novel Wolverine: Bloody Choices (novembro de 1993).
Buscema retornou às histórias policiais na revista do Justiceiro The Punisher: War Zone #23-30 (janeiro-agosto de 1994, finalizando ele mesmo os números 26-29). Buscema desenhou e arte-finalizou o Anual de 1993 e a graphic novel de 1994, A Man Named Frank, um conto de faroeste do Justiceiro em um universo Marvel alternativo. Ele desenhou a parte do Justiceiro no encontro com o Archie em revista de 1994: The Punisher Meets Archie. Desenhou e arte-finalizou The Avengers Annual #23 (1994) e cinco aventuras em preto e branco de Conan, The Savage Sword of Conan #235 (julho de 1995) e Conan the Savage #10 (maio de 1996). trabalhou nas minisséries Cosmic Powers Unlimited, revistas Doom 2099, Fantastic Four 2099, Thor, Fantastic Four, Silver Surfer e o especial Silver Surfer/Rune.
Buscema entrou em semi-aposentadoria em 1996, aos 68 anos de idade. Ele desenhou e arte-finalizou uma curta história em preto e branco chamada Shadows and Light (1998) e fez um último retorno à Conan em Death Covered in Gold, minissérie em três partes (1999). Ele desenhou e arte-finalizou o Anual de The Amazing Spider-Man 1999 (junho de 1999), desenhou cinco das seis revistas da minissérie Galactus the Devourer e uma aventura do Thor.
Buscema trabalhou na DC Comics pela primeira vez em 2000, desenhando e arte-finalizando uma curta história em preto e branco do Batman na revista Batman: Gotham Knights #7, 2000. Ele se reuniu com Stan Lee em 2001 na história curta Just Imagine Stan Lee and John Buscema Creating Superman.  Ele ajudou a produzir The John Buscema Sketchbook (Vanguard Production, 2001).
Finalizou os desenhos em Superman: Blood of my Ancestors (2004), começado por Gil Kane que faleceu; e com Roy Thomas em JLA: Barbarians.  Nessa época Buscema foi diagnosticado com câncer no estômago. Poucos meses depois ele morreu aos 74 anos de idade. .

## Família
Buscema morou em Port Jefferson, Nova Iorque e em Long Island e na época de sua morte ele estava casado com Dolores Buscema. Com ela teve um filho, John Jr. e a filha Dianne.